# Nintendo Wars
Nintendo Wars är en serie militär-strategispel som är utvecklade av Intelligent Systems för Nintendo. Första spelet i serien släpptes 12 augusti 1988 till Famicom i Japan. Första spelet som släpptes utanför Japan var Advance Wars till Game Boy Advance. Alla spel i spelserien är turbaserade med undantag för Battalion Wars till Gamecube och Battalion Wars 2 till Wii som är realtidsbaserade.

## Serien innehåller
- 1988 Famicom Wars (Famicom)
- 1990 Game Boy Wars (Game Boy)
- 1997 Game Boy Wars Turbo (Game Boy)
- 1998 Game Boy Wars 2 (Game Boy/Game Boy Color)
- 1998 Super Famicom Wars (Super Famicom)
- 2001 Game Boy Wars 3 (Game Boy Color)
- 2001 Advance Wars - (Game Boy Advance)
- 2003 Advance Wars 2: Black Hole Rising - (Game Boy Advance)
- 2005 Advance Wars: Dual Strike - (Nintendo DS)
- 2005 Battalion Wars - (Gamecube)
- 2007 Battalion Wars 2 - (Wii)
- 2007 Advance Wars: Days of Ruin - (Nintendo DS)

## Nedlagda spel
64 Wars (Nintendo 64)